# Храм Михаила Архангела (Белый Раст)
Храм Михаила Архангела — православный храм в селе Белый Раст Дмитровского района Московской области.

## История
Первая церковь в честь Казанской иконы Божией Матери была построена во второй половине XVII века, но частично сгорела от удара молнии. Второй храм был построен на том же месте в 1786 году и простоял до 1812 года, пока (по одной из версий) не был подожжен отходившими от Москвы наполеоновскими войсками. Впоследствии при расчистке сгоревшего храма было обнаружена неповрежденная аналойная икона «Чуда Архистратига Михаила в Хонех», в честь которой и был в 1880 году по проекту В. И. Соколова на средства прихожан и жителей села построен ныне действующий третий храм.
Храм в советское время не закрывался. В Великую Отечественную войну село Белый Раст было занято немцами, храм использовался как лазарет, а его колокольня — как наблюдательный пункт. Храм получил небольшие раны от разорвавшихся снарядов и пуль, о чём свидетельствуют застрявшие осколки и пули в царских вратах, иконах и стенах. Здесь был построен памятник погибшим воинам в Великой Отечественной войне весной 1942 года. В середине 1950-х сюда же, в братскую могилу были перезахоронены останки воинов из территории храма и построен новый памятник.

## Архитектура
Кирпичный храм в русско-византийском стиле. Состоит из четырёхстолпного четверика с декоративным пятиглавием и колокольни. Боковые приделы — Петропавловский и Владимирский.